# Torymus corni
Torymus corni är en stekelart som beskrevs av Mayr 1874. Torymus corni ingår i släktet Torymus och familjen gallglanssteklar. Inga underarter finns listade i Catalogue of Life.